# کایزوکا، اوساکا
کایزوکا در استان اوساکا در کشور ژاپن  واقع شده‌است  که دارای جمعیت ۹۰٬۴۴۷ نفر و مساحت ۴۳٫۹۹ کیلومتر مربع با تراکم جمعیت ۲٬۰۵۶  نفر در کیلومترمربع است و در تاریخ ۱ مه ۱۹۴۳ به عنوان شهر شناخته شد.